# تپه اطراف شهر سوخته ۲۵۶
تپه اطراف شهر سوخته ۲۵۶ در شهرستان زابل، بخش شیب آب، دهستان لوتک، روستای حومه شهر سوخته، ۱۵/۸ کیلومتری جنوب غرب پایگاه شهر سوخته واقع شده و این اثر در تاریخ ۲۰ اسفند ۱۳۸۵ با شمارهٔ ثبت ۱۸۰۶۴ به‌عنوان یکی از آثار ملی ایران به ثبت رسیده است.